# Ibanoma
Ibanoma (isto i Ybanoma), Slabo poznato pleme brazilskih Indijanaca desne obale Amazone od rijeke Juruá do Purusa (4°S širine, 73°W dužine). Prvi puta spominju se 1689. Poznato je da su kao i Aizuare imali trgovačke odnose sa s plemenima iz Gvajane.
Njihova jezična pripadnost možda je tupijska kojoj pripadaju i njima susjedna plemena Aizuare i ostali.